# Пиштољ-мала
Пиштољ-мала је била сиромашна, нелегално подигнута градска четврт (махала) у дорћолском крају у Београду, у периоду између два светска рата.

## Историја
Исто као и друге сиромашне градске четврти, као што су Јатаган мала, Савамала, је настала као последица рушења током Првог светског рата, после чега су се надовезали социо-економски и дневно-политички чиниоци. Након Првог светског рата, у Београду је готово трећина стамбеног фонда постала неупотребљива. Било је порушених зграда, напуштених, опљачканих или девастираних станова, услед некоришћења и неодржавања. С друге стране, Београд је након рата постао престоница Краљевине СХС и број становника је нагло нарастао са са 90.000 пре рата, на 120.000 (1921), односно на 130.000 (1931).
Према легенди, назив је добила по томе што су је сиромашни насељавали „на пиштољ“. Не постоје подаци да је на овом подручју било употребе пиштоља ради насељавања.
Прва бесправна насељавања овог терена, тада удаљеног од центра града, у власништву Београдске општине и других власника, су започела 1923. године. Дунавски крај није био насељен. Општина и други власници земљишта нису били заинтересовани да спрече бесправну градњу. Главно београдско сметлишта у непосредној близини, је сиромашним досељеницима представљало могућност извесне зараде, сакупљањем, одвожењем и депоновањем смећа. Иза електричне централе, између „последњих дорћолских страћара” и кланичне пруге, налазио се низ „рупчага и баруштина”. Градско смеће је бацано у те рупе. У 1925. је забележено да је „на тим гомилама ђубрета” подигнуто „неколико стотина кућа”, у ствари малих и бедних чатрља, где су живели радници који нису могли плаћати кирије. Крај је био загађен и околним фабрикама.
Крајем 20-их година 20. века Пиштољ-мала је била састављена од три групације кућа. Једна се налазила у наставку земљишта између Капетан Мишине и Книћанинове улице, уз западну границу имања Електричне централе и Трамвајског депоа. Друга групација се налазила у градском ткиву, између Добрачине и улице Светозара Милетића, а трећа на сметлишту у продужетку улица Позоришне, Херцег Стјепана и Светозара Милетића. Између три сегмента Пиштољ-мале налазили су се већи комплекси привредних објеката, односно 16 предузећа.
У првом сегменту налазеле су се бедне уџерица, махом од дасака, а у најбољем случају од ћерпича.
Куће су биле мале, димензија 2−3,5 × 2–3,5 m, односно површине од 4–5 до 10-ак m² и укупне висине 1,8–2,8 m. Већином су се састојале од једне вишенаменске просторије. Испред неких кућа су постојале и мале баште. Други сегмент се састојао из два дела. Један је био компактан, састављен од слободностојећих зграда подигнутих, дуж једне линије, уз земљану улицу, а размак између њих је износио од 2,5 до 5 m. У другом делу су формираних блокови од уџерица на релативно малим парцелама, површине око 8 и 9 m² и висине око 2 m. У трећем сегменту су се налазили објекти слабе грађе, од бондрука или дасака, облепљених блатом и покривени ћерамидом или отпадним лимом, површине 7 до 10 m², висина 2,15 и 2,5 m. Налазећи се у близини градског сметлишта, били су осуђени на осећање смрада са терена, на борбу са мувама, без могућности проветравања, са затвореним прозорима и вратима. У том крају владају маларија и туберкулоза, а често и разне цревне инфекције, нарочито код деце.
Сиромашне породице су често живеле у стану или делу стана изнајмљеном од друге сиромашне породице, која је на тај начин побољшавала месечни буџет. С друге стране, било је и имућних грађана, из градске елите, који су сиротињи рентирали бедне станове или „плацеве“ за изградњу чатрља. Кирајџије које су изнајмиле део плаца саме су подизале куће, а кирију су плаћале за изнајмљено земљиште. Београдска општина је такође издавала нека земљишта. Она је општина 1928. изнела податак да је од 340 кућа у Пиштољ-малој било свега 124 власника. Међутим, две трећине укупног стамбеног фонда налазило се у власништву између 10 или 20 рентијера.
Упркос поплави 1926. и делимичним рушењима у више наврата, сиротиња се поново враћала или је долазила нова. За разлику од других сиротињских насеља, Пиштољмалци су свега једном наступили као заједница, у покушају да се изборе за своја права, односно спрече рушење својих домова. Њихов отпор према сталним претњама рушењима је био краткотрајан, спорадичан, неорганизован и као такав неуспешан.
Пиштољ-мала никада није у целости расељена, већ је постепено нестајала. Београдска општина је развијала градско језгро, уклањајући део по део Пиштољ-мале, изградњом других стамбених, привредних или комуналних структара. Пиштољ-мала је готово сасвим нестала већ пред Други светски рат — почетком 1938. се каже "...разрушили су је... овде-онде остала је нека чатрља". Неке групе кућа, међутим, су постојале и касније, док неке авлијске зграде и сада постоје у овом делу Београда.